# الاجتياح (مسلسل)
الاجتياح هو مسلسل من إنتاج المركز العربي للإنتاج الإعلامي (2007)، وإخراج شوقي الماجري وسيناريو رياض سيف. يصور المسلسل معاناة الشعب الفلسطيني خلال اجتياح الضفة الغربية ومجزرة جنين سنة 2002. يتناول العمل الأحداث المهولة التي ترافقت مع عملية الدرع الواقي الإسرائيلية عام 2002 بإعادة احتلال الأراضي الفلسطينية. حصل المسلسل على جائزة إيمي العالمية عن فئة المسلسلات الطويلة وقد كانت قناة LBC أول من بث العمل.

## قصة المسلسل
تدور أحداث العمل الذي صوّرت مشاهده في أحياء مدينة دمشق حول الأحداث التي دارت خلال الاجتياح الإسرائيلي للضفة الغربية من حصار لياسر عرفات في رام الله، وحصار كنيسة المهد في بيت لحم ومجزرة جنين. يبدأ المسلسل بإنقاذ مقاومين فلسطينيين فتاتين من حادث سير الأولى فلسطينية إسرائيلية والأخرى يهودية. تنشأ قصة حب إنسانية بين المقاوم «مصطفى» واليهودية «يائيل» التي يعمل أخوها في الجيش الإسرائيلي، حيث تزود مصطفى ببعض المعلومات التي تتوصل إليها من أخيها.
يتناول المسلسل أحداث من الواقع الفلسطيني، يركز على ما خلف هذه الأحداث من قصص وتفاصيل إنسانية بعيدًا عن السياسة. يجسد فيها واحدة من أبرز مشاهد التلاحم الديني الفلسطيني، في صلاة المسلمين في كنيسة المهد أثناء حصارهم فيها، ودفن موتاهم فيها كذلك.

## فريق العمل
يشارك في بطولة «الاجتياح» الذي كتبه رياض سيف، وأنتجه طلال العواملة وأخرجه التونسي شوقي الماجري، عدد من الفنانين السوريين والأردنيين والعرب منهم: عباس النوري في دور قائد معركة مخيم جنين أبو جندل، صبا مبارك في دور الممرضة حنان، منذر رياحنه في دور مصطفى، نضال نجم في دور طوالبة، ديما قندلفت في دور يائيل، حسين نخله في دور رئيس هيئة الأركان الإسرائيلي شائول موفاز، وآخرين مثل عبد المنعم عمايري، ورأفت لافيفي، وكندة علوش، ونبيل المشيني، وإياد نصار، زهير النوباني، وأنطوانيت نجيب، ونادرة عمران، ومكسيم خليل، ومحمد قباني، وأشرف طلفاح، وحسن عويتي، ولينا حوارنة ونادين تحسين بيك.